# Cour des comptes (Genève)
Pour les articles homonymes, voir Cour des comptes.
La Cour des comptes de l'État de Genève est une autorité de rang constitutionnel créée en 2006. Ses missions sont de réviser les comptes de l'État genevois et de réaliser des audits et évaluations des politiques publiques.

## Histoire
Dans les années 1990, l'État de Genève connaît une série de difficultés budgétaires. Comme le soulignent certains députés de l'époque[réf. nécessaire], les instances de contrôles budgétaires étaient alors inexistantes. Les contestations budgétaires motivées par des considérations politiques (rapports entre le Grand conseil et le Conseil d'État) et la difficulté d'assurer une supervision efficace des comptes de l'État poussent plusieurs tentatives de modernisation des instances. Audits, création de la commission de contrôles, etc., les mesures se révèlent toutes insuffisantes. Apparaît alors l'idée d'instituer une Cour des comptes, institution spécialisée dans les audits publics et indépendante du Conseil d'État.
Portée par Christian Grobet (Alliance des gauches), Pierre-François Unger (Parti démocrate chrétien) et Renaud Gautier (Parti libéral-radical), la création de cette institution est acceptée à l'unanimité du Grand conseil en 2005. Puis, à la fin de l'année 2005, c'est au tour du peuple de valider la création la Cour des comptes (référendum populaire).
Les premières années de la Cour sont difficiles. Des affaires exposent dans les médias les tensions internes qui traversent l'institution et affectent la crédibilité du travail réalisé. Toutefois, à partir de 2017, la presse se fait l'écho de retours positifs. En avril 2018 notamment, le Contrôle financier fédéral dresse un bilan positif du travail de la Cour des comptes genevoise. L'organisme salue les évaluations produites par la Cour et les améliorations rendues possibles. Il recommande également à la Cour d'améliorer son travail de suivi des recommandations et sa communication à destination du grand public.

## Missions et fonctionnement

### Bases légales, missions et fonctionnement
Les missions et le fonctionnement de la Cour des comptes sont définis principalement par la Constitution genevoise de 2012 (Cst-GE) et la loi de surveillance de l'État (LSurv). De plus, comme de nombreuses institutions qui disposent de données sur l'État ou ses services et ont pour missions de les communiquer à la population, la Cour doit respecter la Loi sur l'information du public et l'accès aux documents (LIPAD).
La Cour des comptes remplit le rôle d'un organisme de contrôle indépendant pour l'administration cantonale et les administrations publiques ou entités parapubliques présentes sur le territoire genevois. Plus précisément, la Cour assure la révision des comptes du Canton. Elle procède également à des audits financiers ou de gestion d'entités publiques ou financées par des fonds publics afin de vérifier la légalité, la pertinence et l'efficacité des dépenses publiques et des services rendus à la population.
En ce qui concerne la révision des comptes cantonaux, la loi définit le cadre de l'action de la Cour des comptes. En revanche, pour les audits, l'instance peut être saisie par la direction politique d'un service mais aussi par la population grâce à une procédure d'alerte citoyenne.
Les rapports de la Cour des comptes n'ont pas force de contraintes auprès des entités auditées. Toutefois, ils sont publiés et rendus publics. C'est donc à travers cet impact médiatique auprès de la population que la Cour entend améliorer le fonctionnement de l'État et des institutions publiques. La Cour assure également un suivi de ses recommandations auprès des audités. Pour la période 2014-2015, la Cour annonce que 54 % de ses recommandations ont été suivies et ont donné lieu à des changements dans les politiques publiques. Enfin, la Cour est tenue d'informer le Ministère public lorsque des actes délictueux ont pu être commis. Si certaines personnalités politiques regrettent les limites dans le pouvoir d'action de l'instance, les magistrats indiquent disposer d'outils leur permettant d'avoir une action efficace.

### Composition et désignation
La Cour des comptes est composée de six magistrats. Ceux-ci sont élus par le peuple. Aussi, les candidats sont généralement issus du milieu politique et soutenus par un parti. La durée du mandat est de 6 ans.

### Impact et influence
L'objectif de la création d'une cour des comptes est de mieux analyser et piloter la gestion des administrations et fonds publics. C'est précisément dans cette optique que l'institution genevoise a été créée en 2006. En novembre 2017, la Radio télévision suisse estimait que la Cour des comptes avait coûté 35 millions de francs suisse aux contribuables genevois mais avait permis des économies de l'ordre de 350 millions de francs suisse en améliorant les services rendus à la population. Outre ces gains financiers, certains commentateurs pointent également le caractère positif du travail de la Cour pour le fonctionnement du système démocratique genevois.
A l'extérieur des frontières cantonales, la Cour des comptes genevoise inspire d'autres cantons à importer ce type d'institution sur leur territoire. Ainsi, le canton de Neuchâtel envisage en 2017 la création d'une telle Cour. Le 2 octobre 2017, le Parti démocrate-chrétien neuchâtelois dépose une initiative pour la création de cette institution,.
À la suite de la publication de plusieurs rapports importants et sensibles (notes de frais des conseillers administratifs de la Ville de Genève, problèmes au service des votations, gestion de l'aéroport de Cointrin, organisation des polices municipales), la Cour des comptes genevoises prend une place plus importante dans la vie politique et administrative genevoise,. Outre les conséquences politiques directes de ces publications, les élus s'appuient largement sur le travail des magistrats pour clarifier les affaires. De plus, les magistrats remarquent que la Cour est de plus en plus consultée en amont pour travailler à l'amélioration de la fonction publique, ce qui souligne la légitimité acquise par l'institution.

### Critiques

#### Protection des «lanceurs d'alertes» et protection des libertés fondamentales
En novembre 2017, la Cour annonce le lancement d'une nouvelle plateforme de signalements en ligne,,. L'objectif de cette évolution est de renforcer l'anonymat des personnes souhaitant amener à la connaissance de la Cour des informations sur des dysfonctionnements dans les entités publiques ou parapubliques. En effet, il s'avère que la Cour n'est pas systématiquement en contact avec les informateurs anonymes. Il en résulte donc une quantité et une qualité d'informations parfois insuffisantes, sans qu'il ne soit possible de demander des précisions. Pour ce faire, les signalements peuvent à partir de cette date se faire via une boite de dialogue cryptées dont l'adresse IP n'est pas traçable. Ce système, dont le coût annuel est de 10 000 francs suisses, est utilisé également par le Contrôle fédéral des finances et les CFF.
Dans une interview, François Longchamp (président du Conseil d'État) s'inquiète de la mise en place de cet outil. S'il ne critique pas le bien-fondé de la Cour et son impact positif sur le fonctionnement de l'État, il s'inquiète de l'encouragement aux dénonciations citoyennes anonymes, de l'évolution vers une transparence toujours accrue et de la remise en cause des instances de contrôle internes aux administrations. Il pointe notamment les distinctions floues entre confidentialité et anonymat ou dénonciation citoyenne et délation. Il remarque que le groupe de confiance de l'État a toujours fait ses preuves. Il constate un recul sur la protection de libertés fondamentales comme les droits de connaître une accusation à son encontre et de pouvoir s'en défendre.

#### Critiques sur l'audit de gestion et de légalité des ressources humaines de la commune du Grand-Saconnex
En 2018, la Cour des comptes décide de mener une enquête sur la gestion des ressources humaines de la commune genevoise du Grand-Saconnex. Publié à l'été 2019, le rapport se montre critique envers le conseil administratif. Il est notamment reproché aux élus une déconnexion trop importante avec le personnel communal et de ne pas avoir agi avec suffisamment de diligence lorsque des employés municipaux rapportaient des comportements inappropriés.
Près d'un an plus tard, le conseil administratif de la commune réplique et met en cause la méthode des investigations menées par la Cour. Appuyé par le travail d'un juriste spécialisé en droit administratif, les membres de l'exécutif dénoncent une enquête partiale et partielle. L'expert indique notamment que l'établissement des faits par les auditeurs présente des lacunes méthodologiques (éléments écartés ou pris pour argent comptant). Il est ainsi reproché à la Cour de mener ses enquêtes uniquement à charge et, de par son positionnement, de priver les audités de moyens de défense. 
Au cours de l'été 2020, les autorités municipales et la Cour des comptes entrent en conflit sur la question de la confidentialité entourant certaines informations utilisées par la Cour et le droit à la défense. En effet, des personnes incriminées dans le rapport de la Cour des comptes estiment les accusations dont elles font l'objet injustifiées. Ainsi, les autorités communales ont tenté de découvrir auprès des responsables de l'audit l'identité des personnes ayant témoigné. De son côté, la Cour a refusé d'accéder à cette demande, ceci afin de garantir la protection de ses interlocuteurs. Estimant leurs droits bafoués, les autorités du Grand-Saconnex ont alors saisi le préposé cantonal à la protection des données pour une médiation. Celle-ci ayant échoué, la Chambre administrative a été saisie par les plaignants, leurs avocats rappelant que la Cour des comptes doit appliquer la loi sur l’information du public, l’accès aux documents et la protection des données personnelles (LIPAD). De son côté, la Cour des comptes a mandaté un conseil pour sa défense et estime qu'une clarification externe sur ces questions est souhaitable.

#### Critiques sur la méthode et le déroulement des audits et risque de paralysie des institutions publiques
À l'été 2020 et à la suite des critiques sur l'audit de légalité des ressources humaines du Grand-Saconnex, la presse se fait l'écho de critiques sur les méthodes et le déroulement des audits ainsi que sur les conséquences du fonctionnement s'étant mis en place depuis le début des années 2010. Tout d'abord, certains audités expriment leurs malaises et leurs critiques quant aux méthodes suivies lors des audits. Sont notamment pointées des enquêtes menées principalement à charge, une opacité importante et un manque de prudence entourant les témoignages anonymes et la focalisation des auditeurs sur des questions de formes sans lien avec la performance globale des institutions. Un cadre décrit ainsi le caractère destructeur du processus d'audit et les conséquences de la publicité des recommandations sur la vie privée des personnes. 
Au delà de ces aspects méthodologiques, plusieurs élus, hauts-fonctionnaires mais également auditeurs privés s'inquiètent des conséquences de ce fonctionnement. Selon eux, les cadres et les magistrats adoptent un comportement formaliste afin de se prémunir des conséquences négatives d'un audit réalisé par la Cour. Ainsi, la liberté managériale, l'innovation, les grands projets politiques mais aussi la volonté de régler réellement les difficultés organisationnelles des institutions publiques et d'améliorer la performance publique seraient bridées par le risque d'être audité. 
Du côté des responsables de la Cour des comptes, les magistrats rappellent que les audits suivent les normes professionnelles en vigueur et qu'ils travaillent en collaboration avec les autorités mandantes. Ils expliquent également que leurs mandats sont surtout constitués d'audits de légalité, ce qui explique les aspects formalistes de leurs recommandations. Finalement, ils indiquent être attentifs aux critiques et souhaiter se voir confier davantage d'audits de performance. 

## Controverses

### Affaire du seau d'eau
En septembre 2012, le magistrat Stéphane Geiger (Parti démocrate chrétien) renverse un seau d'eau sur la tête d'un de ses collègues Daniel Devaud (SolidaritéS),. Les deux magistrats s'opposent en effet au sujet d'un audit en cours conduit par le magistrat Daniel Devaud. Cet incident, relayé par la presse, met en lumière les problèmes de fonctionnement que rencontre l'institution. Le Grand conseil, organe de surveillance de la Cour se saisit du dossier et enquête sur ces dysfonctionnements internes. Cet épisode, bientôt suivi par une accusation de violation du secret de fonction, connaît une suite juridique qui s'achève en 2014 par une conciliation entre les deux parties,.

### Remise à l'ordre par le Conseil d'État
En 2013, la Cour des comptes a déménagé des Eaux-Vives à la rue du Rhône. Le prix de la location est ainsi passé de 138 000 francs à environ 300 000 francs. Le Conseil d'État a refusé de payer le nouveau loyer.

### Violation du secret de fonction
Dans la foulée de l'affaire du seau d'eau, Daniel Devaud s'inquiète que la mauvais climat de travail de travail et les tensions n'affectent la réalisation de son audit. Craignant que ses conclusions et recommandations ne soient étouffées, il prend la décision de diffuser une version inachevée de son rapport auprès de députés du Grand conseil. 
Le procès de l'affaire se déroule en 2016. Le procureur général de Genève, Olivier Jornot, requiert la condamnation de Daniel Devaud pour violation du secret. Celui-ci se défend en expliquant qu'il ne pouvait opposer le secret de fonction au Grand conseil (organe de surveillance) et en dénonçant un règlement de comptes politique. Daniel Devaud est condamné par le Tribunal de Police en mai 2016. La juridiction suit le réquisitoire du procureur, jugeant que les actions de Daniel Devaud n'avaient pas été motivées par la défense d'intérêts légitimes. L'intéressé décide de faire appel de ce jugement. A l'été 2017, le Tribunal fédéral (TF) rejette le recours déposé par Daniel Devaud. L'instance fédérale reprend les conclusions précédentes, déniant à l'ancien magistrat un impact positif par la médiatisation de ses informations. Son avocat, maître Ferrazino, estime que ce jugement émet un signal négatif pour la protection des lanceurs d'alertes en Suisse et préfère mettre en avant les améliorations dans le fonctionnement de la Cour des comptes à la suite des révélations de son client. La décision du TF éclaircit également un point juridique litigieux en concluant que le rôle de surveillance du Grand conseil ne s'applique qu'à la gestion de la Cour des comptes et n'autorise pas que des députés aient accès à des éléments et documents permettant l'élaboration des rapports d'audit.

## Liste des présidentes et présidents
- 2025-2026 : Pierre Henri Pingeon[34]
- 2023-2024 : Sophie Forster Carbonnier[35]
- 2021-2022 : Isabelle Terrier[36] ;
- 2019-2020 : François Paychère[37] ;
- 2017-2018 : Stanislas Zuin[38] ;
- 2015-2016 : Isabelle Terrier[39] ;
- 2013-2014 : François Paychère[40] ;
- 2011-2012 : Stanislas Zuin[41] ;
- 2009-2010 : Stéphane Geiger[42],[43] ;
- 2008 : Antoinette Stalder[44].

## Composition par élections
- 2025-2030
  - Magistrats titulaires :  Sophie Forster Carbonnier ; Fabien Mangilli ; Pierre Henri Pingeon
  - Magistrats suppléants : Frédéric Varone ; Nathalie Brender ; Laurent Thurnherr[45],[46].
- 2019-2024:
  - Magistrats titulaires : Sophie Forster Carbonnier, Isabelle Terrier, François Paychère.
  - Magistrats suppléants : Myriam Nicolazzi;  Dominik Spiess, Frédéric Varone[47].